# ارجنک
ارجنک (نام علمی: Amygdalus haussknechtii) که با نام‌های دیگری چون بادام زاگرسی و بادام اراکی نیز شناخته می‌شود گونه‌ای بادام است که پراکنش آن منحصر به زاگرس جنوبی در ایران است.
این درخت در ایران در استان‌های کرمانشاه (بین اسلام‌آباد غرب و ایلام)، اراک (کوه کهرود، اطراف اراک)، اصفهان (کوه داراب شاه نزدیک دامنه، غرب اصفهان، سعد آباد جنوب اصفهان)، چهارمحال بختیاری (کوهرنگ، زردکوه، بن: ارجنک)، لرستان (بین درود و ازنا، شهبازان، نوژیان جنوب خرم‌آباد، اشترانکوه)، کهگیلویه و بویراحمد (یاسوج، سپیدان، بین یاسوج و بابا میدان) و فارس (جنگل‌های اطراف سد درودزن، سروستان، جنگل‌های بوانات) می‌روید.
درختچه خاردار گسترده‌شونده‌ای است که شاخه‌های جوان آن بدون کرک یا کم‌وبیش کرکداراند و رنگ شاخه‌های مسن آن به قرمز-قهوه‌ای، زرد-قهوه‌ای یا قهوه‌ای مایل به خاکستری تبدیل می‌شود. برگ‌هایش طولی تا ۵ سانتی‌متر و عرضی ۱.۵ سانتی‌متری دارند و بیضوی و باریک با رأسی نوک‌تیز هستند. برگ‌های آن با قاعده ممتد و تقریباً بدون دُمبرگ هستند و لبه دندانه‌اره‌ای دارند. گل‌های آن آشکارا دم‌گل بدون کُرک دارند و و طولشان به ۵ میلی‌متر می‌رسد. میوه شفت درشت به طول ۲۵ و عرض ۱۸ میلی‌متر می‌گیرد.
ارجنک درختچه یا درخت کوچکی به ارتفاع ۱ تا ۲ متر است که گاهی به ۴ متر می‌رسد و گل‌های صورتی دارد. این گیاه ترجیح می‌دهد در ارتفاع ۱۲۰۰ تا ۳۶۰۰ متری از سطح دریا، نزدیک آب، یا در سواحل رودخانه‌ها یا پایه‌های کوهستانی که برف در حال ذوب شدن است رشد کند. این گونه، بزرگترین مغز و دانه از ۱۷ گونه بادام است.